# NGC 1638
NGC 1638 ist eine Linsenförmige Galaxie vom Hubble-Typ SB0 im Sternbild Eridanus am Südsternhimmel. Sie ist schätzungsweise 144 Millionen Lichtjahre von der Milchstraße entfernt und hat einen Durchmesser von etwa 80.000 Lichtjahren. 
Das Objekt wurde am 1. Februar 1786 von William Herschel mit einem 18,7-Zoll-Reflektor entdeckt und später von Dreyer im New General Catalogue verzeichnet.